# 愛德華二世 (電影)
《愛德華二世》（英語：Edward II）是一部於1991年上映的英國時代悲劇電影。該片由戴力·渣文執導，並由史帝芬·威汀頓、蒂達·史雲頓、安德魯·蒂曼主演。它改編自克里斯托弗·馬洛的同名戲劇。劇情圍繞英格蘭愛德華二世對第一代康沃尔伯爵皮尔斯·加韦斯顿的著迷而展開，而由於罗杰·莫蒂默的詭計而導致兩人走向失敗。
電影以后现代主义風格上演，使用當代和中世紀混合的道具、佈景和服裝（日期「1991」有一次出現在皇家聲明中）。渣文還將戲劇中同性戀內容放在了首位，特別是增加了同性戀性愛場面，並將愛德華的軍隊描繪成抗議同性戀維權的人。

## 劇情
父親去世後，愛德華二世被任命為國王，並召喚他的朋友和情人第一代康沃尔伯爵皮尔斯·加韦斯顿從國外流亡返回英國，並送給他禮物，頭銜和永恆的愛。他們的關係是熾熱而熱情的，但卻是整個王國八卦和嘲諷的焦點。回國後，加韦斯顿對溫徹斯特主教進行了報復。溫徹斯特主教曾親自對他進行酷刑而導致他在上屆統治期間被英國驅逐。愛德華的弟弟肯特是第一個反對加韦斯顿回來的人，許多人也有同樣的意見，包括溫徹斯特主教和負責該王國軍事力量的莫蒂默伯爵。儘管如此，愛德華還是捍衛了自己的愛人，使其免受敵人的襲擊。
愛德華是一名享樂者，並無法專心於國家事務，對他的朝廷（身穿正裝的嚴肅男人和女人）感到煩亂和憤怒。伊莎贝拉女王是愛德華的法國妻子，竭盡全力將他從情人手中奪回，但丈夫卻毫不留情地拒絕了她。伊莎貝拉渴望愛情，並對加韦斯顿發生興趣，因為他通過在耳邊竊竊私語激起了伊莎貝拉的慾望，然後嘲笑她有反應。
英俊、愛享樂和投機取巧的加韦斯顿排斥國王以外的所有人。他的敵人合力以王位與流放來威脅愛德華；愛德華被迫遵守他們的意願把加韦斯顿送走。這對戀人分開時，安妮·蓝妮克丝翻唱了科尔·波特的《我們說再見的時光》。
女王希望加韦斯顿離開後可以與丈夫復合，但他再次拒絕了她。為了重拾丈夫對她的感情，她允許加韦斯顿回來。國王和他的愛人恢復了戀愛關係，但敵人卻準備反擊。
已成為情人的伊莎貝拉和莫蒂默計劃通過愛德華和伊莎貝拉的小兒子來統治王國，也就是未來的愛德華三世。肯特試圖拯救他的哥哥時，被伊莎貝拉謀殺。貴族們很快計劃不僅要擺脫加韦斯顿，而且要擺脫國王。他們的領導人莫蒂默是一名軍人並喜愛性虐待，他親自折磨加夫斯頓和這對戀人的朋友斯賓塞（他稱其為「女男孩」）而感到非常高興。他們遭受酷刑的同時，警察與英國同性戀權利組織Outrage的成員正在發生衝突。
在加韦斯顿和斯賓塞被暗殺之後，在地牢中的愛德華受刑，被熾熱的火杵刺穿身體。但這種可怕的命運原來是噩夢，而在囚中的國王從中醒來。劊子手到來時扔掉了他的致命武器，並親了這個他原本要殺的人。
回到城堡，莫蒂默和伊莎貝拉的勝利是短暫的。國王的小兒子愛德華三世一直被父母忽略，並曾目睹了他們的爭吵。最後，愛德華三世戴上了母親的耳環和口紅，並戴隨身聽聽古典音樂時，走在囚禁他母親和莫蒂默的籠子上。

## 角色
- 史帝芬·威汀頓（英语：Steven Waddington） 飾 爱德华二世
- 蒂達·史雲頓 飾 伊莎贝拉
- 安德魯·蒂曼（英语：Andrew Tiernan） 飾 皮尔斯·加韦斯顿
- 尼祖·泰利（英语：Nigel Terry） 飾 莫蒂默
- 約翰·林奇（英语：John Lynch (actor)） 飾 斯賓塞
- 杜德利·薩頓（英语：Dudley Sutton） 飾 溫徹斯特主教
- 杰羅姆·弗林（英语：Jerome Flynn） 飾 肯特
- 喬迪·格拉伯爾 飾 愛德華三世
- 安妮·蓝妮克丝 飾 歌手

## 反響
電影獲得好評。它目前在評價匯總網站爛番茄的「新鮮度」為100%。《滾石》稱其為「來自內心穿透的吶喊」，而《华盛顿邮报》稱讚渣文「讓故事精簡和清晰，同時保留馬洛充滿詩意的語言」。《觀察家報》稱其是「戴力·渣文最出色的電影」之一。這部電影被認為是新酷兒電影的經典例子。
渣文對時代錯誤的使用引起了影評人的注意。《衛報》提到「歷史與現代」時間線穿插在服裝、愛德華二世軍隊的描繪，以及原聲帶。後者有可能是時代錯誤中最令人震驚的，因為它被幾篇文章提及，但並未遭受批評。《纽约时报》寫道：「最奇怪的感動之一是出乎意料地出現了歌手安妮·蓝妮克丝低調吟唱科尔·波特的《我們說再見的時光》」。科尔·波特因為相同愛德華二世的酷兒生活風格而隱匿同性戀身份，因為「波特害怕公眾知道了他的性取向可能會損害他的成功」。跟愛德華二世相同，並「像許多男同性戀公眾形象，波特為了方便娶了一名女性」。《洛杉磯時報》反映出波特「意識到，如果你在好萊塢展示自我過多，很可能會失去工作——以及你的觀眾」。然而，波特和愛德華二世不同的是，因為波特仍處於封閉狀態，愛德華二世願意擔王位的風險與愛人加韦斯顿一起。渣文選擇歌手安妮·蓝妮克丝唱波特的歌本身就是不合時宜的；這部電影提供了一個架構，其中兩個不同的時間點交叉進行，分別是1944年和1991年，代表害怕酷兒的人，接著代表倡導LGBTQ+社區權利的人。實際上，蓝妮克丝「在向科尔·波特致敬的提升愛滋病儀式的專輯《紅熱+藍》之後，才在電影《愛德華二世》」演唱它。不論波特與蓝妮克丝因何原因出現在電影中，均獲得正面肯定。《华盛顿邮报》 寫道，渣文的決定「讓安妮·蓝妮克丝為即將分開的加韦斯顿和他的情人演唱小夜曲，並演唱科爾·波特的《我們說再見的時光》是一個絕妙的舉動；這就是馬羅遇見MTV」。

## 外部鏈接
- 互联网电影数据库（IMDb）上《愛德華二世》的资料（英文）